# Saint-Martin-des-Bois
Saint-Martin-des-Bois – miejscowość i gmina we Francji, w Regionie Centralnym, w departamencie Loir-et-Cher.
Według danych na rok 1990 gminę zamieszkiwało 597 osób, a gęstość zaludnienia wynosiła 16 osób/km² (wśród 1842 gmin Regionu Centralnego Saint-Martin-des-Bois plasuje się na 607. miejscu pod względem liczby ludności, natomiast pod względem powierzchni na miejscu 206.).